# Grotte di Castro
Grotte di Castro è un comune italiano di 2 411 abitanti della provincia di Viterbo nel Lazio.

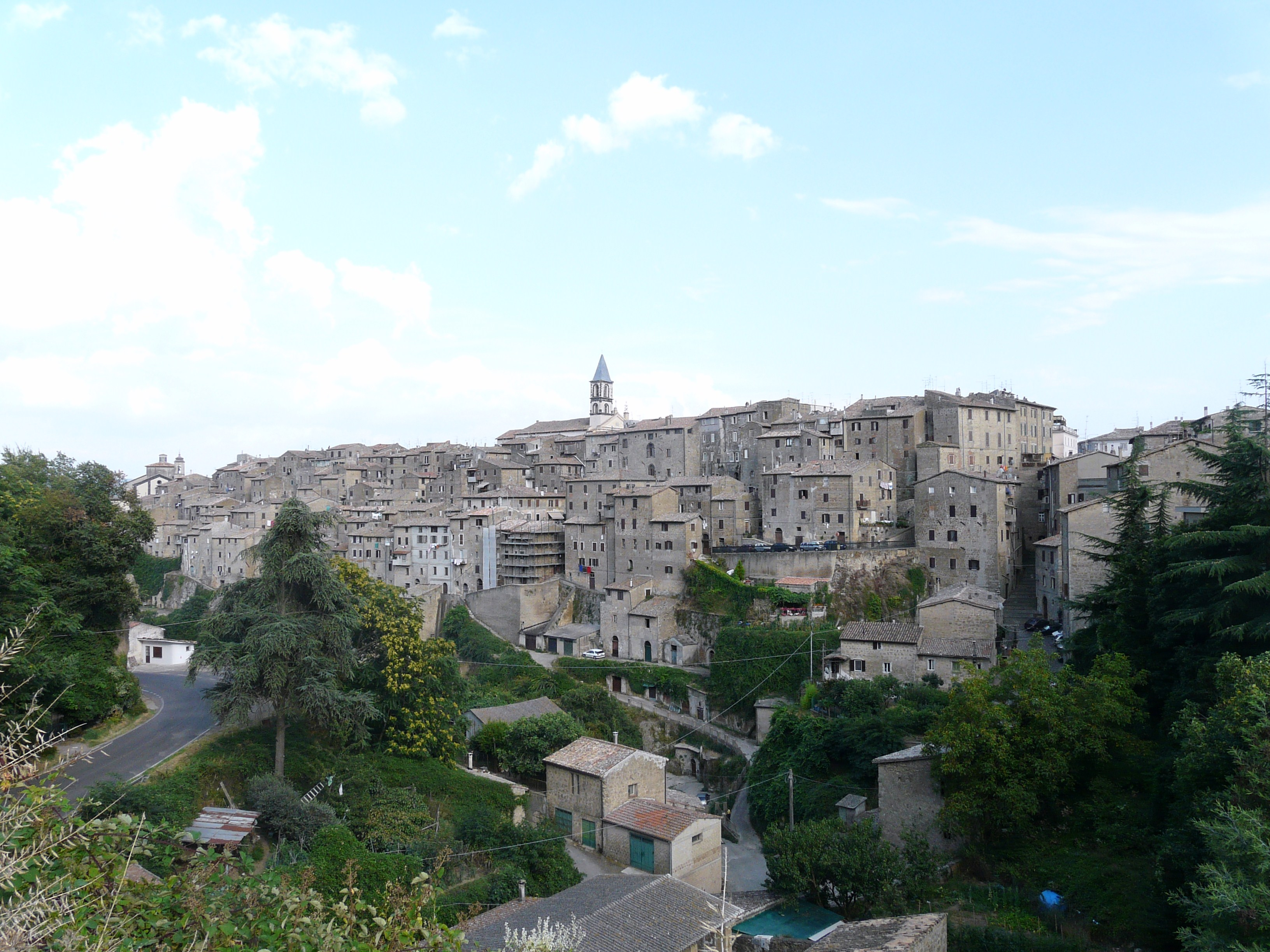
Panorama

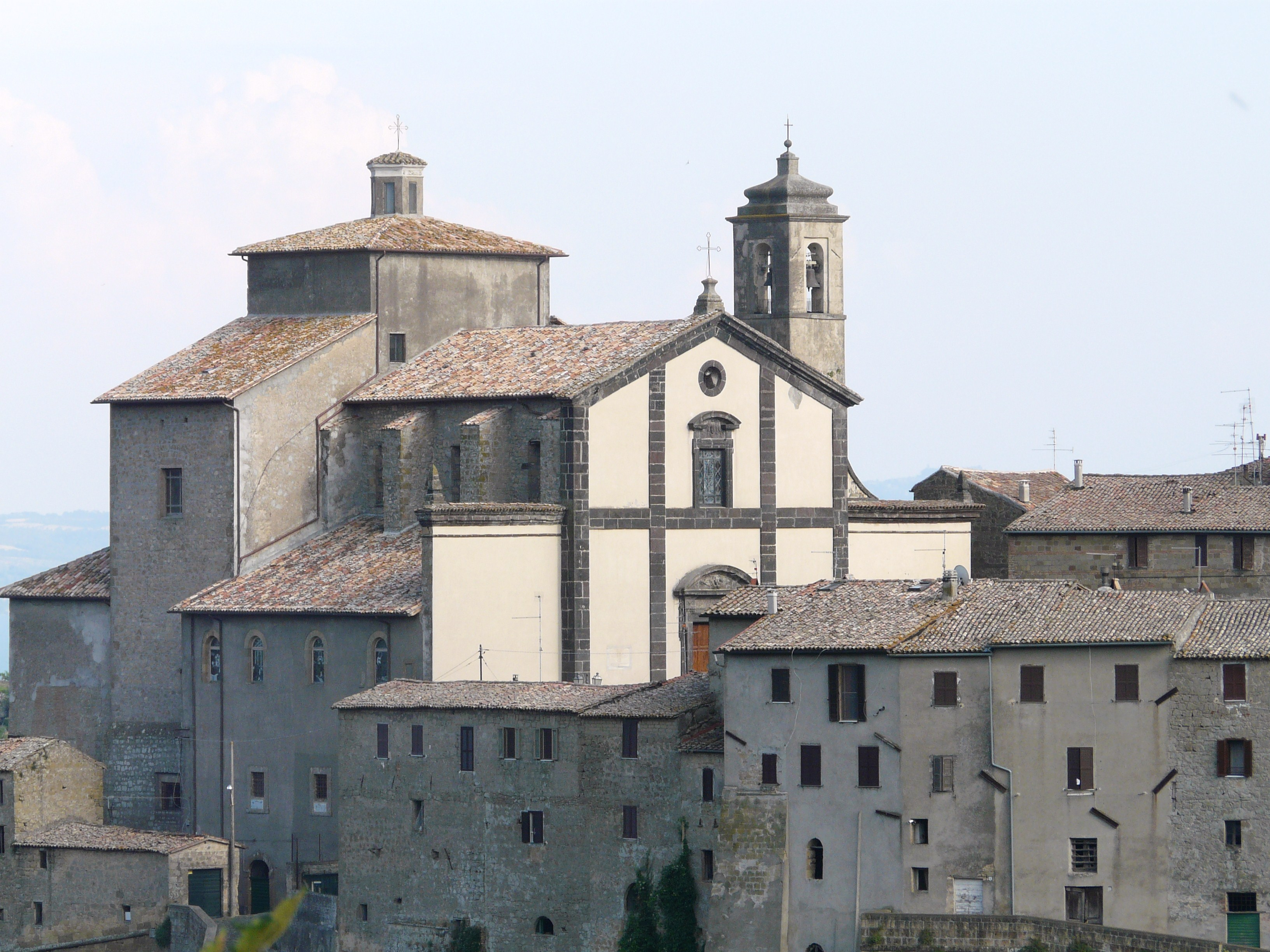
Chiesa di San Giovanni

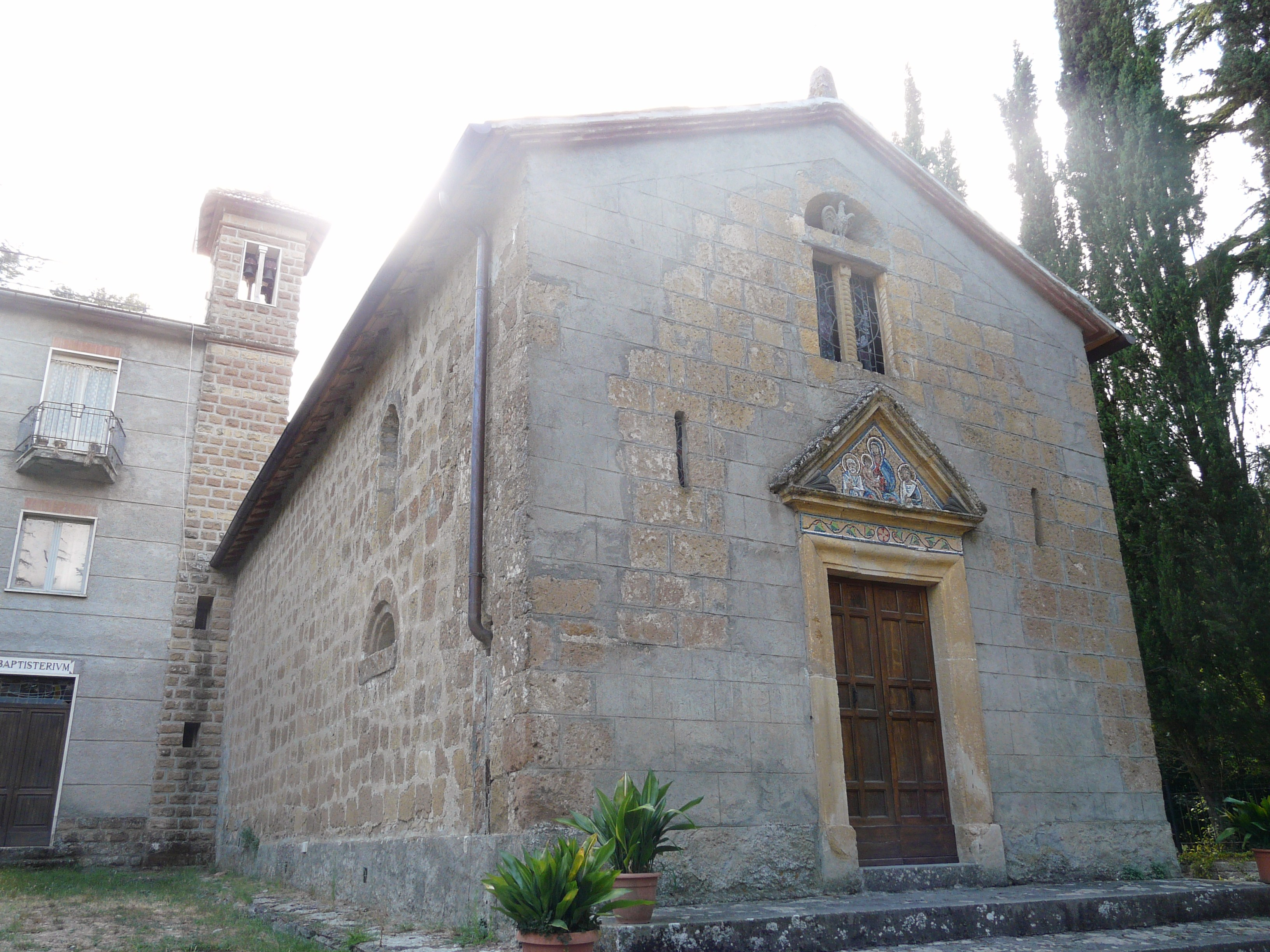
Chiesa di Santa Maria delle Colonne

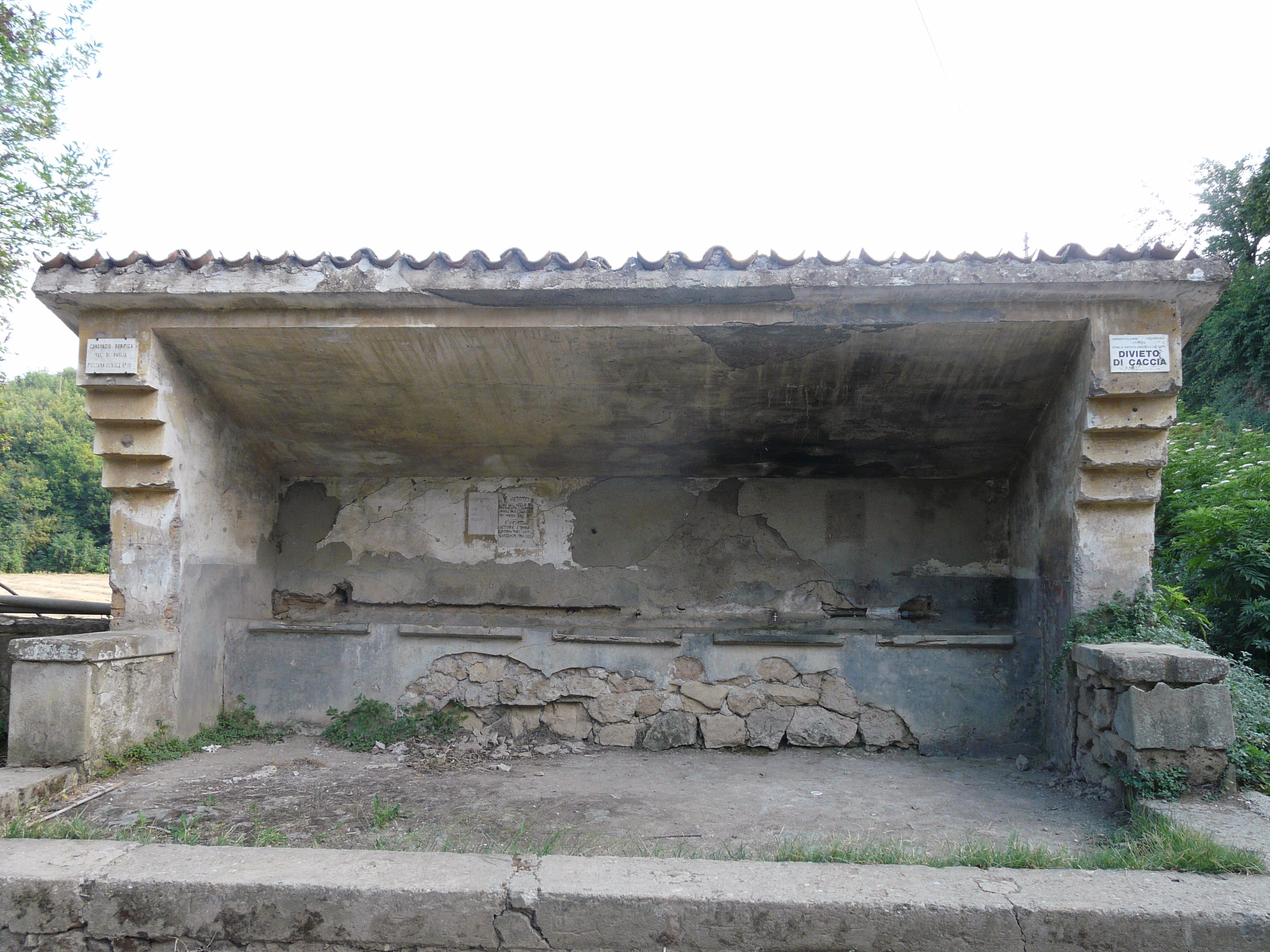
Lavatoio

## Geografia fisica

### Territorio
La cittadina è posizionata sulla parte settentrionale dell'orlo dell'antico cono vulcanico, appartenente alla catena dei monti Volsini che, in seguito al collasso calderico, avrebbe originato oltre 300 000 anni fa, il Lago di Bolsena.

### Clima
Classificazione climatica: zona E, 2249 GR/G

## Storia
In epoca etrusca, su una collina lungo la strada che collega il paese al lago di Bolsena sorge una città di discreta importanza identificata per lungo tempo col nome di Tiro mentre oggi viene genericamente indicata col nome di Civita di Grotte di Castro, non conoscendo il suo antico nome etrusco.
La cittadina posta al confine fra i territori di Vulci e Volsinii dominava la sponda nord del lago e fu conquistata dai Romani fra il IV e il III secolo a.C.
Nell'VIII secolo d.C. l'antica Civita fu distrutta dai Longobardi: la distruzione fu così feroce che una vicina località ancora oggi si chiama valle muje ovvero "valle degli urli" che secondo la tradizione sarebbero proprio le grida di terrore pronunciate dagli abitanti di Civita mentre venivano uccisi.
I superstiti si rifugiarono in località nei dintorni ritenute più sicure fondando così gli odierni centri abitati di Gradoli, San Lorenzo e appunto Grotte.
Il nome dell'abitato fu scelto per la presenza di caverne sotto la rupe, visibili ancora oggi e che potevano costituire un rifugio sicuro in caso di aggressione.
Nel 1077 compare col nome di Castrum Criptarum nel documento di donazione di Matilde di Canossa alla Santa Sede.
Nel 1144 fu distrutto il piccolo villaggio di Rosano (che sorgeva nel territorio fra Grotte e Acquapendente) e i suoi abitanti furono trasferiti a Grotte.
Il centro fu conteso per secoli fra la Chiesa e Orvieto poi nel 1537 fu acquistato dai Farnese ed entrò a far parte del Ducato di Castro.
Nel 1615 iniziò la devozione per la Madonna del Suffragio con la costruzione del Santuario.
Nel 1649 con la caduta di Castro ritornò allo Stato Pontificio.
Nel 1656 papa Alessandro VII donò agli abitanti di Grotte le reliquie di san Flavio martire, conservate nelle catacombe di Callisto a Roma. San Flavio diventò così il patrono di Grotte.
Alla fine del XVIII secolo fu unito a Grotte anche il piccolo centro del Borghetto sulle rive del lago di Bolsena, semi-abbandonato a causa del progressivo impaludamento della zona e dal diffondersi della malaria.
Nel 1860, durante l'impresa dei Mille, un distaccamento di garibaldini dopo lo sbarco a Talamone sconfinò nello Stato Pontificio con lo scopo di sollevare le popolazioni locali contro il governo pontificio. La sera del 18 maggio, i volontari garibaldini sconfinarono occupando Latera, successivamente puntarono verso Grotte di Castro che fu preso la mattina del 19 maggio al grido di "Viva l'Italia". I garibaldini scacciarono i gendarmi pontifici e issarono il tricolore sul Palazzo del Vignola. Saputo il fatto le truppe francesi stanziate a Montefiascone cercano di riprendere Grotte nel pomeriggio ma furono respinte dopo una furiosa battaglia all'altezza della chiesa di San Marco. Nel pomeriggio con l'aiuto di forze fresche giunte dalla Rocca di Valentano, i pontifici riuscirono a scacciare i garibaldini da Grotte.
Nel 1866 cambiò il suo nome da Castello delle Grotte in Grotte San Lorenzo.
Nel 1871 col resto del Lazio entrò a far parte del Regno d'Italia. Nel 1877 cambiò ulteriormente il suo nome in Grotte di Castro.
Nel 1886 fu inaugurata la Fontana Grande per festeggiare l'apertura dell'acquedotto comunale.
Nel 1925 fu inaugurato il Monumento ai Caduti sito in piazza Cavour.
Nel 1928 concesse la cittadinanza onoraria all'esploratore Umberto Nobile che ricambiò il gesto lanciando anche il gagliardetto del fascio grottano insieme alla bandiera italiana quando traversò il Polo Nord a bordo de
l dirigibile Italia.
Danneggiato dalla seconda guerra mondiale, negli anni successivi si è specializzato nella coltivazione della patata (Patata dell'Alto Viterbese) che resta tutt'oggi la principale risorsa economica del paese.
Nel 1993 è stata consacrata la chiesa di San Giovanni Evangelista nella parte nuova dell'abitato. La chiesa, realizzata secondo forme moderne, sorge nei pressi delle rovine di un antico edificio sacro che fu distrutto nel 1144.

Stemma con ornamenti esterni moderni

### Simboli
Il comune ha un proprio gonfalone e un proprio stemma adottati con deliberazione del consiglio comunale.

## Monumenti e luoghi d'interesse

### Architetture religiose
- Basilica di Maria SS. del Suffragio e San Giovanni Battista, eretta nel 1625 sopra la struttura di un'antica chiesa dell'VIII secolo dedicata a San Giovanni Battista, è un edificio di stile barocco all'interno del quale vi sono caratteristici e pregiati intarsi in legno. Nel sotterraneo è presente un piccolo museo. Nel giugno del 1967 papa Paolo VI l'ha elevata alla dignità di basilica minore.[5]
- Chiesa di San Pietro apostolo, risalente all'XI secolo, la cui costruzione fu voluta da Matilde di Canossa
- Chiesa di San Giovanni
- Chiesa di San Marco, situata sulla piazza dedicata a Paolo di Castro
- Chiesa di Santa Maria delle Colonne
- Località Vallesessanta

### Architetture civili
- Ex Palazzo Comunale, edificio eretto su progetto del Vignola nel XVI secolo dotato in facciata di una bella scala doppia, a due rampe.
- Fontana Grande, costruita nel 1886 per ricordare l'arrivo dell'acquedotto in paese
- Necropoli di Pianezze, sita ad est del centro storico, è costituita da numerose tombe, semplici o monumentali, scavate nel tufo e risalenti al VII secolo a.C.
- Necropoli di Centocamere, situata lungo la Strada Provinciale SP 48 che da Grotte di Castro va in direzione del Lago di Bolsena. Qui ci sono circa 50 tombe collegate tra loro fino a formare un labirinto.
- Museo Civita, ospitato all’interno di uno dei più bei palazzi rinascimentali di Grotte di Castro, progettato nella seconda metà del XVI secolo dall’illustre architetto Jacopo Barozzi da Vignola.

## Società

### Evoluzione demografica
Abitanti censiti

## Economia
Di seguito la tabella storica elaborata dall'Istat a tema Unità locali, intesa come numero di imprese attive, ed addetti, intesi come numero addetti delle unità locali delle imprese attive (valori medi annui).
|                  | 2015                  |                              |                            |                |                       |                     | 2014                  |                | 2013                  |                |
| ---------------- | --------------------- | ---------------------------- | -------------------------- | -------------- | --------------------- | ------------------- | --------------------- | -------------- | --------------------- | -------------- |
|                  | Numero imprese attive | % Provinciale Imprese attive | % Regionale Imprese attive | Numero addetti | % Provinciale Addetti | % Regionale Addetti | Numero imprese attive | Numero addetti | Numero imprese attive | Numero addetti |
| Grotte di Castro | 199                   | 0,85%                        | 0,04%                      | 416            | 0,7%                  | 0,03%               | 204                   | 443            | 205                   | 447            |
| Viterbo          | 23 371                |                              | 5,13%                      | 59 399         |                       | 3,86%               | 23 658                | 59 741         | 24 131                | 61 493         |
| Lazio            | 455 591               |                              |                            | 1 539 359      |                       |                     | 457 686               | 1 510 459      | 464 094               | 1 525 471      |

Nel 2015 le 199 imprese operanti nel territorio comunale, che rappresentavano lo 0,85% del totale provinciale (23 371 imprese attive), hanno occupato 416 addetti, lo 0,7% del dato provinciale (59 399 addetti); in media, ogni impresa nel 2015 ha occupato due persone (2,09).

## Infrastrutture e trasporti

### Strade
Grotte di Castro è attraversato dalla Strada Statale 74 Maremmana che unisce il lago di Bolsena alla costa.
Tramite la Strada Provinciale 124 Torretta, è collegata ad Acquapendente.
Tramite la strada provinciale 48 è collegato alla frazione del Borghetto sul lago di Bolsena e alla ex strada statale 489. 

## Amministrazione

### Sindaci
| Periodo | Periodo   | Primo cittadino           | Partito                        | Carica  | Note  |
| ------- | --------- | ------------------------- | ------------------------------ | ------- | ----- |
| 1946    | 1951      | Ivo Di Biagi              |                                | Sindaco |       |
| 1951    | 1954      | Antonio Gioacchini        |                                | Sindaco |       |
| 1954    | 1960      | Fabio Cervini             |                                | Sindaco |       |
| 1960    | 1970      | Pietro Ricciarelli        |                                | Sindaco |       |
| 1970    | 1975      | Antonio Gioacchini        | Democrazia Cristiana           | Sindaco |       |
| 1975    | 1985      | Vincenzo Scatena          | Democrazia Cristiana           | Sindaco |       |
| 1985    | 1988      | Alessandro Viviani        | Democrazia Cristiana           | Sindaco |       |
| 1988    | 1995      | Paolo Spadaccia           | Democrazia Cristiana           | Sindaco |       |
| 1995    | 2004      | Pietro Domenico Capozzi   | Forza Italia                   | Sindaco |       |
| 2004    | 2009      | Alessandro Viviani        | Forza Italia                   | Sindaco | [ 8 ] |
| 2009    | 2024      | Piero Camilli             | Fratelli d'Italia              | Sindaco |       |
| 2024    | in carica | Antonio Domenico Rizzello | lista civica di centrosinistra | Sindaco |       |

### Altre informazioni amministrative
Nel 1927, a seguito del riordino delle circoscrizioni provinciali stabilito dal regio decreto n. 1 del 2 gennaio 1927, per volontà del governo fascista, quando venne istituita la provincia di Viterbo, Grotte di Castro passò dalla provincia di Roma a quella di Viterbo.
Fa parte della Comunità Montana Alta Tuscia Laziale.